# Proteobakterie
Proteobakterie (łac. Proteobacteria) – jedna z największych grup (typ) bakterii. Wyróżniona została głównie na podstawie podobieństw sekwencji rybosomalnego RNA.
Wszystkie proteobakterie są Gram-ujemne i posiadają zewnętrzną ścianę komórkową zbudowaną głównie z lipopolisacharydów.

## Systematyka[1]
Alfaproteobakterie
- Caulobacterales – np. Caulobacter
- Parvularculales
- Rhizobiales – np. Rhizobium, Agrobacterium tumefaciens
- Rhodobacterales
- Rhodospirillales – np. Acetobacter
- Rickettsiales – np. Rickettsia
- Sphingomonadales – np. Sphingomonas

Betaproteobakterie
- Burkholderiales – np. Bordetella
- Hydrogenophilales
- Methylophilales
- Neisseriales – np. Neisseria gonorrhoeae
- Nitrosomonadales
- Rhodocyclales
- Procabacteriales

Gammaproteobakterie
- Acidithiobacillales
- Aeromonadales – np. Aeromonas
- Alteromonadales – np. Pseudoalteromonas
- Cardiobacteriales
- Chromatiales
- Enterobacteriales – np. Escherichia
- Legionellales – np. Legionella
- Methylococcales
- Oceanospirillales
- Pasteurellales – np. Haemophilus influenzae
- Pseudomonadales – np. Pseudomonas aeruginosa
- Thiotrichales – np. Thiomargarita
- Vibrionales – np. Vibrio cholerae
- Xanthomonadales – np. Stenotrophomonas maltophilia

Deltaproteobakterie
- Bdellovibrionales – np. Bdellovibrio
- Desulfobacterales
- Desulfovibrionales – np. Desulfovibrio
- Desulfurellales
- Desulfarcales
- Desulfuromonadales – np. Geobacter
- Myxococcales - Myxobacteria
- Syntrophobacterales

Epsilonproteobakterie
- Campylobacterales – np. Helicobacter pylori
- Nautiliales

## Pochodzenie
Przodkiem tej grupy była prawdopodobnie bakteria fototroficzna zbliżona pod względem budowy i metabolizmu do bakterii purpurowych.